# 1961年南非憲法
1961年憲法（正式名稱為1961年南非共和國憲法法案），曾作為南非的根本大法20年。根據憲法條款，南非脫離大英國協並成為共和國。
在法律上，自1910年以來一直存在的南非聯邦宣告結束，重新建立為“南非共和國”。